# Commune fusionnée de Neumagen-Dhron
La commune fusionnée de Neumagen-Dhron était une municipalité allemande située dans le land de Rhénanie-Palatinat et l'Arrondissement de Bernkastel-Wittlich.
Le 1er janvier 2012, la commune fusionnée de Neumagen-Dhron a été dissoute. Les municipalités de Minheim, Neumagen-Dhron et Piesport font aujourd'hui partie de la Commune fusionnée de Bernkastel-Kues, Trittenheim est une commune dans la Commune fusionnée de Schweich dans l'arrondissement de Trèves-Sarrebourg.